# Dario G
Dario G es el nombre de un trío de Dance  de Crewe, Cheshire, Inglaterra. El acto fue nombrado por el gerente de Crewe Alexandra, Dario Gradi. Sus miembros fundadores son Paul Spencer, Rosser y Stephen Scott Spencer (los Spencer no están relacionados).

## Historia
En 1997 alcanzó el puesto n.º 2 en el UK Singles Chart con "Sunchyme", un canción de Life In A Northern Town, un hit nº15 de The Dream Academy en 1985, y alcanzó el puesto n.º 5 con el seguimiento de "Carnaval de París", en relación con la Copa Mundial de fútbol de 1998 en Francia.

### Álbumes
- 1998: Sunmachine
- 2001: In Full Colour

- Datos: Q1165942